# Судзукі Хіромі
Хіромі Судзукі (яп. 鈴木博美, англ. Hiromi Suzuki; нар. 6 грудня 1968) — японська легкоатлетка, яка спеціалізувалася на бігу на довгі дистанції та марафонському бігу.
Чоловік — Іто Кодзі (нар. 1970) — багаторазовий чемпіон Азії та Азійських ігор зі спринтерських дисциплін.

## Спортивні досягнення
Учасниця двох олімпійських змагань з бігу на 10000 метрів — у 1996 була 16-ю в фіналі, а у 1992 — не змогла вийти до фіналу з попереднього забігу.
Чемпіонка світу з марафонського бігу (1997). Фінішувала 8-ю у бігу на 10000 метрів на чемпіонаті світу в Гетеборзі (1995).
Була 2-ю на жіночих марафонах в Осаці (1996) та Нагої (1997).
Чемпіонка Японії з бігу на 10000 метрів (1995, 1996).